# Ruta marítima de la seda

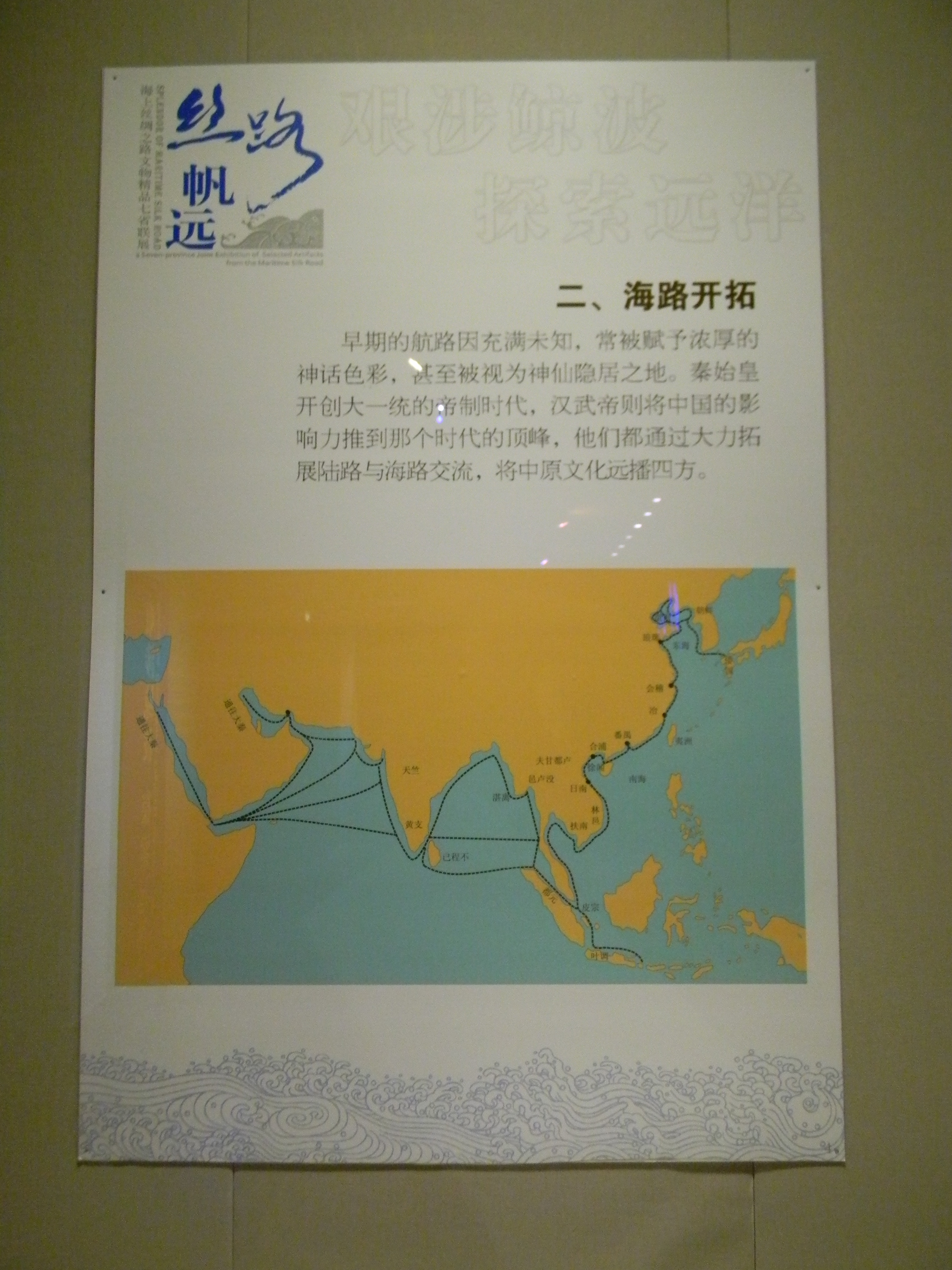
Mapa de la Ruta marítima de la seda.

La Ruta marítima de la seda se refiere al tramo marítimo de la histórica Ruta de la seda que conectaba China, el sudeste asiático, el subcontinente indio, la península arábiga, Somalia, Egipto y Europa. Floreció entre el siglo II a. C. y el siglo XV d. C. A pesar de su asociación con China en los últimos siglos, la ruta marítima de la seda fue establecida y operada principalmente por marineros austronesios en el sudeste asiático, comerciantes tamiles en la India y el sudeste asiático, comerciantes grecorromanos en África Oriental, India, Ceilán e Indochina, y por comerciantes persas y árabes en el mar Arábigo y más allá.

## Historia
La ruta marítima de la seda se desarrolló a partir de las primeras redes comerciales de especias austronesias de los isleños del sudeste asiático con Sri Lanka y el sur de la India (establecidas entre el 1000 y el 600 a. C.), así como el comercio de la industria del jade en artefactos de ling-ling-o de Filipinas en el mar de la China Meridional (c. 500 a. C.)  Durante la mayor parte de su historia, las talasocracias austronesias controlaron el flujo de la ruta marítima de la seda, especialmente las políticas en torno a los estrechos de Malaca y Bangka, la península de Malaca y el delta del Mekong; aunque los registros chinos identificaron erróneamente a estos reinos como "indios" debido a la indianización de estas regiones. La ruta influyó en la temprana propagación del hinduismo y el budismo hacia el Este.

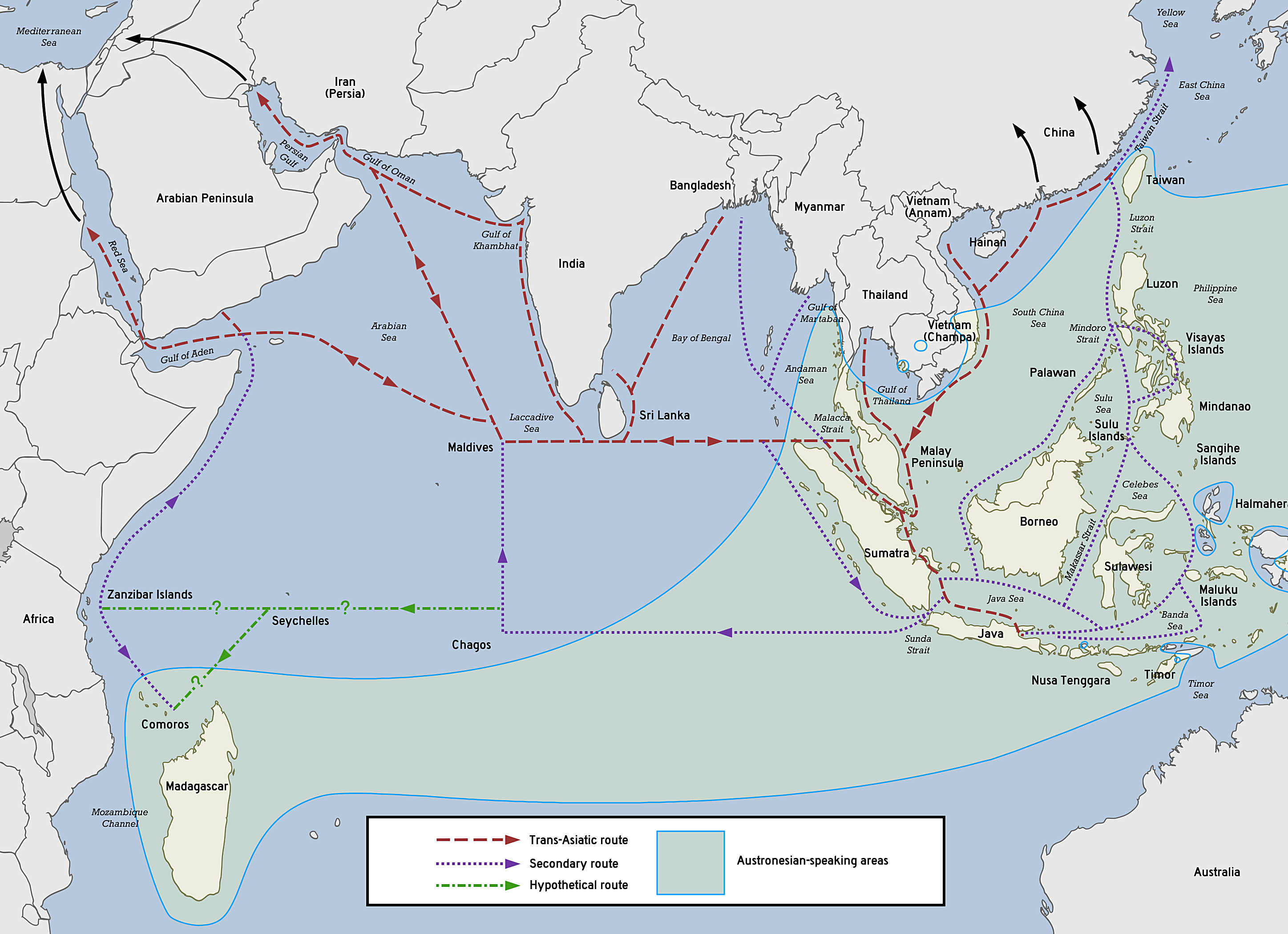
Red austranesia protohistórica e histórica de comercio marítimo en el Océano Índico.

Los registros de la dinastía Tang indican que Srivijaya, fundada en Palembang en 682, se elevó para dominar el comercio en la región alrededor de los estrechos y el emporio del mar de China Meridional controlando el comercio de aromáticos de lujo y artefactos budistas de Asia Occidental a un próspero mercado de Tang. Los registros chinos también indican que los primeros peregrinos budistas chinos a Asia Meridional reservaban el pasaje con los barcos austronesios que comerciaban en los puertos chinos. Libros escritos por monjes chinos como Wan Chen y Hui-Lin contienen relatos detallados de los grandes barcos de comercio del sudeste asiático que datan de al menos el siglo III de la era cristiana.

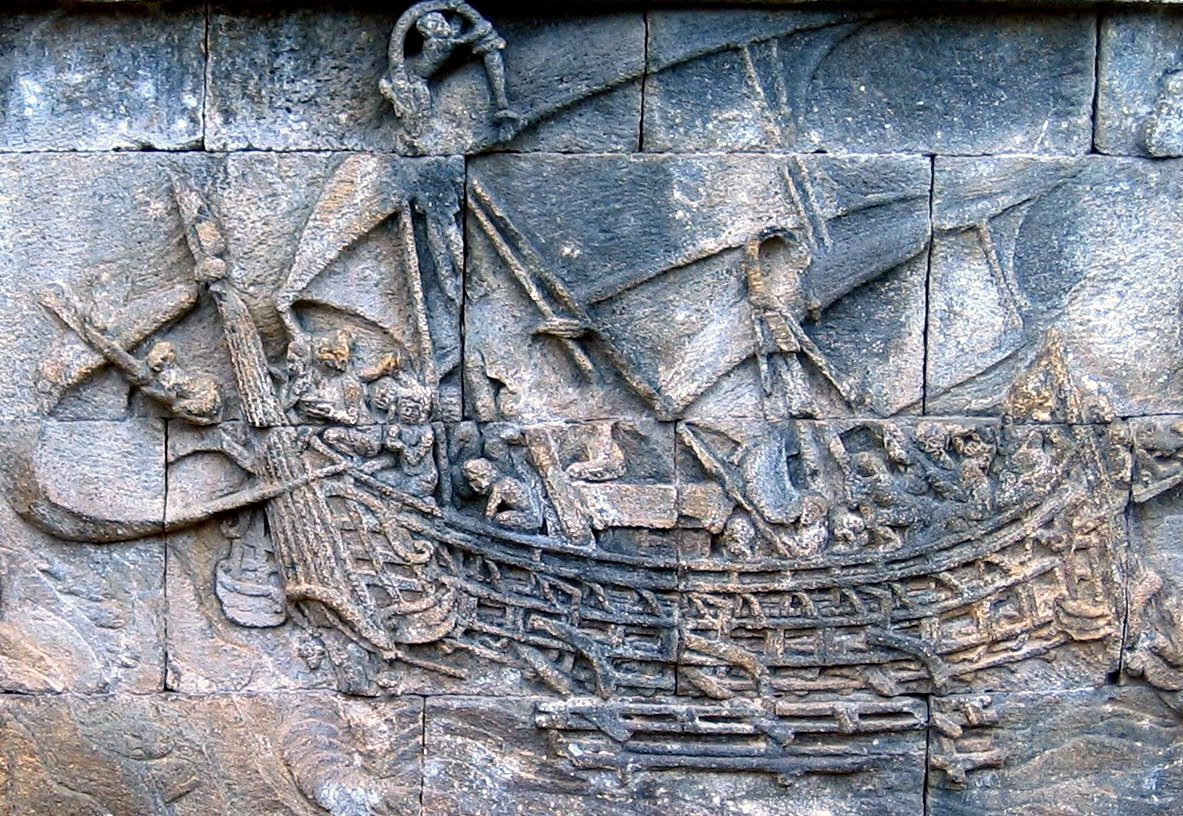
Uno de los barcos de Borobudur del siglo VIII, eran representaciones de grandes buques mercantes nativos, posiblemente de las talasocracias Sailendra y Srivijaya. Se muestra con la característica vela tanja de los austronesios del sudeste asiático.

Antes del siglo X, la ruta era utilizada principalmente por los comerciantes del sudeste asiático, aunque también la utilizaban los comerciantes tamiles y persas. En el siglo VII, los comerciantes árabes en dhow se aventuraron en las rutas, lo que llevó a la primera difusión del Islam en los sistemas de gobierno del sudeste asiático.
Entre los siglos X y XIII, la dinastía Song de China comenzó a construir sus propias flotas comerciales, a pesar del tradicional desdén de los chinos confucianistas por el comercio. Esto se debió en parte a la pérdida del acceso de la dinastía Song a la Ruta de la seda por tierra. Las flotas chinas comenzaron a enviar expediciones comerciales a la región que denominaron Nan hai (dominada en su mayoría por los Srivijaya), aventurándose tan al sur como el mar de Sulú y el mar de Java. Esto condujo al establecimiento de colonias comerciales chinas en el sudeste asiático, un auge en el comercio marítimo, y el surgimiento de los puertos de Quanzhou y Guangzhou como centros de comercio regional en China.
Después de un breve cese del comercio chino en el siglo XIV debido a las hambrunas y sequías internas en China, la dinastía Ming restableció las rutas comerciales con el sudeste asiático de los siglos XV a XVII. Lanzaron las expediciones de Zheng He, con el objetivo de obligar a los «reyes bárbaros" del sudeste asiático a reanudar el envío de "tributos» a la corte Ming. Esto era típico de los puntos de vista sinocéntricos en el momento de considerar el «comercio como tributo», aunque en última instancia las expediciones de Zheng He tuvieron éxito en su objetivo de establecer redes comerciales con Malaca, el sucesor regional de Srivijaya.
Para el siglo XVI, la era de la exploración había comenzado. La captura de Malaca por el Imperio portugués llevó a la transferencia de los centros de comercio a los sultanatos de Aceh y Johor. La nueva demanda de especias del sudeste asiático y de textiles de la India y China por parte del mercado europeo llevó a otro auge económico en la ruta marítima de la seda. La afluencia de plata de las potencias coloniales europeas, sin embargo, puede haber eventualmente socavado las monedas de cobre de China, llevando al colapso de la dinastía Ming.
La dinastía Qing inicialmente continuó la filosofía Ming de ver el comercio como un «tributo» a la corte. Sin embargo, la creciente presión económica finalmente obligó al emperador Kangxi a levantar la prohibición del comercio privado en 1684, permitiendo a los extranjeros entrar en los puertos comerciales chinos, y permitiendo a los comerciantes chinos viajar al extranjero. Además del comercio imperial oficial, también había un notable comercio de grupos privados, principalmente del pueblo hoklo.

## Arqueología
Las pruebas de las actividades comerciales navales fueron los pecios recuperados del Mar de Java: el pecio del dhow árabe Belitung, fechado en c. 826, el pecio del Intan del siglo X, y el pecio austranesio occidental de Cirebon, datado a finales del siglo X.

## Extensión
La ruta comercial abarcaba un gran número de mares y océanos, entre ellos el Mar de China Meridional, el Estrecho de Malaca, el Océano Índico, el Golfo de Bengala, el Mar arábigo, el Golfo Pérsico y el Mar Rojo. La ruta marítima se superpone con el comercio marítimo histórico de Asia sudoriental, el comercio de especias, el comercio del Océano Índico y, después del siglo VIII, con la red comercial naval árabe. La red también se extiende hacia el este hasta el Mar de china oriental y el Mar Amarillo para conectar a China con la península de Corea y el archipiélago japonés.

## Nominación al Patrimonio Mundial
En mayo de 2017, expertos de diversos campos celebraron una reunión en Londres para discutir la propuesta de nombrar a la "Ruta de la Seda Marítima" como nuevo Patrimonio de la Humanidad de la UNESCO.